# Premio Agatha per il miglior romanzo
Il premio Agatha per il miglior romanzo (in inglese Best Novel), è una delle cinque categorie in cui viene assegnato regolarmente, durante il premio letterario statunitense Agatha Award dalla Malice Domestic Ltd. dal 1989 in omaggio al lavoro dell'anno prima di un autore del genere mistero. Il premio viene assegnato dalla Malice Domestic Ltd durante una Conferenza Nazionale annuale. La maggiore vincitrice della categoria è la canadese Louise Penny con 8 riconoscimenti (2007, 2008, 2009, 2010, 2012, 2016, 2017 e 2020) seguita dalle statunitensi Carolyn Hart (1988, 1993 e 2003) e Nancy Pickard (1990, 1991 e 2006) che hanno vinto il premio tre volte ciascuno.

## Albo d'oro
| Anno | Vincitore           | Titolo originale                 | Titolo italiano               |
| ---- | ------------------- | -------------------------------- | ----------------------------- |
| 1988 | Carolyn Hart        | Something Wicked                 |                               |
| 1989 | Elizabeth Peters    | Naked Once More                  |                               |
| 1990 | Nancy Pickard       | Bum Steer                        |                               |
| 1991 | Nancy Pickard       | I.O.U.                           |                               |
| 1992 | Margaret Maron      | Bootlegger's Daughter            |                               |
| 1993 | Carolyn Hart        | Dead Man's Island                |                               |
| 1994 | Sharyn McCrumb      | She Walks These Hills            |                               |
| 1995 | Sharyn McCrumb      | If I'd Killed Him When I Met Him |                               |
| 1996 | Margaret Maron      | Up Jumps The Devil               |                               |
| 1997 | Kate Ross           | The Devil In Music               | Non voltarti mai indietro     |
| 1998 | Laura Lippman       | Butchers Hill                    | Il macellaio di Butchers Hill |
| 1999 | Earlene Fowler      | Mariner's Compass                |                               |
| 2000 | Margaret Maron      | Storm Track                      |                               |
| 2001 | Rhys Bowen          | Murphy's Law                     |                               |
| 2002 | Donna Andrews       | You've Got Murder                |                               |
| 2003 | Carolyn Hart        | Letter From Home                 |                               |
| 2004 | Jacqueline Winspear | Birds of a Feather               |                               |
| 2005 | Katherine Hall Page | The Body in the Snowdrift        |                               |
| 2006 | Nancy Pickard       | The Virgin of Small Plains       |                               |
| 2007 | Louise Penny        | A Fatal Grace                    | Le grazie dell'inverno        |
| 2008 | Louise Penny        | The Cruelest Month               |                               |
| 2009 | Louise Penny        | A Brutal Telling                 |                               |
| 2010 | Louise Penny        | Bury Your Dead                   |                               |
| 2011 | Margaret Maron      | Three-Day Town                   |                               |
| 2012 | Louise Penny        | The Beautiful Mystery            |                               |
| 2013 | Hank Phillippi Ryan | The Wrong Girl                   |                               |
| 2014 | Hank Phillippi Ryan | Truth Be Told                    |                               |
| 2015 | Margaret Maron      | Long Upon the Land               |                               |
| 2016 | Louise Penny        | A Great Reckoning                |                               |
| 2017 | Louise Penny        | Glass Houses                     | Case di vetro                 |
| 2018 | Ellen Byron         | Mardi Gras Murder                |                               |
| 2019 | Ann Cleeves         | The Long Call                    |                               |
| 2020 | Louise Penny        | All the Devils are Here          | I diavoli sono qui            |
| 2021 | Ellen Byron         | Cajun Kiss of Death              |                               |